# Jean Schenckbecher
Jean Schenckbecher, né en 1529 à Obernai (auj. Bas-Rhin) et mort en 1596 à Strasbourg, est un jurisconsulte, diplomate et sénateur strasbourgeois.
Par testament il lègue une somme importante en faveur d'étudiants. Par la suite ce legs est incorporé à la Fondation Saint-Thomas et permet aujourd'hui encore d'attribuer des bourses d'études.
À Strasbourg, une maison (Haus Schenckbecher), située au no 5, rue de la Mésange, lui appartenait.
Le chapitre de Saint-Thomas détient plusieurs portraits à l'huile sur bois du XVIe siècle, ainsi que des pièces d'orfèvrerie ultérieures.

Argenterie ayant appartenu à la famille Schenckbecher.
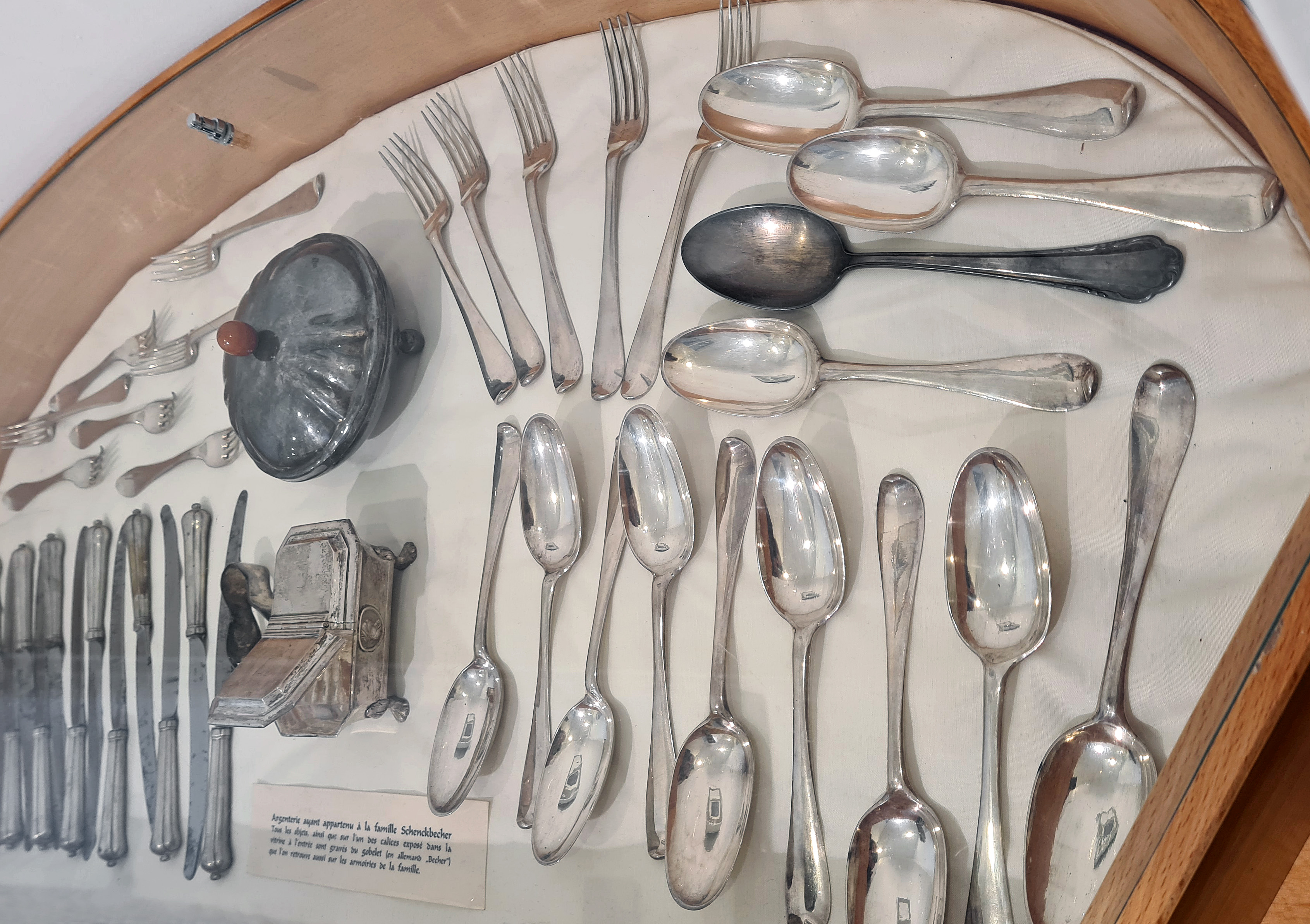
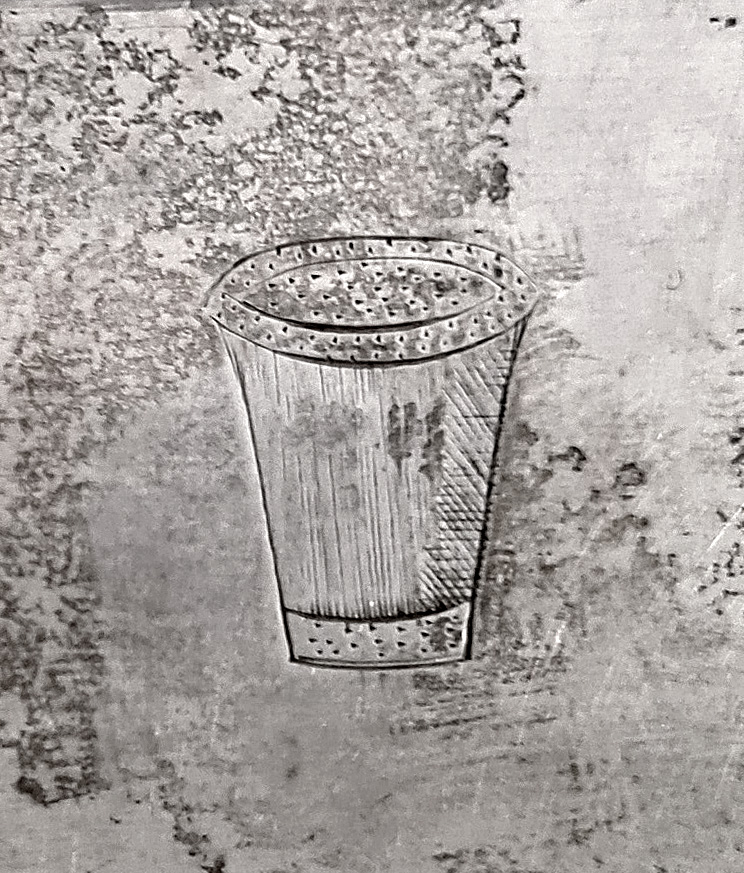

Tous les objets sont gravés du gobelet (en allemand Becher) que l'on retrouve aussi sur les armoiries de la famille.